# Calubian
Calubian é um município de  quarta classe de renda municipal (d) na província Leyte, nas Filipinas. De acordo com o censo de 1 de maio  de  2020 possui uma população de 31 646 pessoas e 8 670 domicílios.